# Københavns Borgerrepræsentation
Københavns Borgerrepræsentation er kommunalbestyrelsen i København og har sæde på Københavns Rådhus. 
Borgerrepræsentationen er Københavns øverste politiske myndighed og udstikker rammerne for udvalgenes opgaver. Københavns Kommunes styre består af et økonomiudvalg og seks stående udvalg, der arbejder med hver deres fagområde. 
Borgerrepræsentationen har 55 medlemmer (forkortet MB'er), og ledes af overborgmesteren, der er formand for Økonomiudvalget. Formændene for de seks stående udvalg har titel af borgmester. Overborgmesteren udgør sammen med de seks borgmestre og 6 medlemmer af Borgerrepræsentationen Økonomiudvalget. I modsætning til de andre danske kommuner har Københavns Kommune ikke nogle viceborgmestre men derimod en 1. og 2. næstformand for Borgerrepræsentationen.

## Udvalg
De syv udvalg er:
- Økonomiudvalget (Fungerende overborgmester Lars Weiss, Socialdemokratiet)
- Kultur- og Fritidsudvalget (Borgmester Mia Nyegaard, Radikale Venstre)
- Teknik- og Miljøudvalget (Borgmester Line Barfod, Enhedslisten)
- Børne- og Ungdomsudvalget (Borgmester Jakob Næsager, Det Konservative Folkeparti)
- Socialudvalget (Borgmester Karina Vestergård Madsen, Enhedslisten)
- Sundheds- og Omsorgsudvalget (Borgmester Sisse Marie Welling, SF)
- Beskæftigelses- og Integrationsudvalget (Borgmester Jens-Kristian Lütken, Venstre)

## Borgerrepræsentationens sammensætning (1993-)
| Parti | Parti                        | 2021    | 2021     | 2017    | 2017     | 2013    | 2013     | 2009    | 2009     | 2005    | 2005     | 2001    | 2001     | 1997    | 1997     | 1993    |
| Parti | Parti                        | Stemmer | Mandater | Stemmer | Mandater | Stemmer | Mandater | Stemmer | Mandater | Stemmer | Mandater | Stemmer | Mandater | Stemmer | Mandater | Stemmer |
| ----- | ---------------------------- | ------- | -------- | ------- | -------- | ------- | -------- | ------- | -------- | ------- | -------- | ------- | -------- | ------- | -------- | ------- |
| A     | Socialdemokraterne           | 52.874  | 10 (-5)  | 82.819  | 15 (-1)  | 76.524  | 16 (-1)  | 68.707  | 17 (-4)  | 89.639  | 21 (+5)  | 82.500  | 16 (-1)  | 68.091  | 17       | 71.895  |
| B     | Det Radikale Venstre         | 36.688  | 6 (+1)   | 26.725  | 5 (-1)   | 30.843  | 6 (+1)   | 19.424  | 5 (-2)   | 28.255  | 7 (+2)   | 26.030  | 5 (+2)   | 11.977  | 3        | 8.126   |
| C     | Det Konservative Folkeparti  | 40.172  | 8 (+5)   | 16.792  | 3 (-)    | 13.860  | 3 (-1)   | 16.163  | 4 (+1)   | 14.534  | 3 (-1)   | 20.257  | 4 (-1)   | 21.843  | 5        | 22.142  |
|       | Centrum-Demokraterne         | —       | 0        | —       | 0        | —       | 0        | —       | 0        | —       | 0 (-1)   | 3.327   | 1        | 2.788   | 1        | 2.355   |
| D     | Nye Borgerlige               | 6455    | 1 (+1)   | —       | 0        | —       | 0        | —       | 0        | —       | 0        | —       | 0        | —       | 0        | —       |
| F     | SF - Socialistisk Folkeparti | 33.824  | 6 (+1)   | 24.830  | 5 (-1)   | 27.547  | 6 (-7)   | 50.966  | 13 (+6)  | 26.755  | 7 (-2)   | 45.613  | 9 (+1)   | 32.639  | 8        | 42.356  |
| I     | Liberal Alliance             | 8428    | 1 (-1)   | 11.822  | 2 (-)    | 10.632  | 2 (+2)   | 2.024   | 0        | —       | 0        | —       | 0        | —       | 0        | —       |
| L     | Solidarisk Alternativ        | —       | 0        | —       | 0        | —       | 0        | —       | 0        | —       | 0        | 1.697   | 0 (-1)   | 4.237   | 1        | —       |
| O     | Dansk Folkeparti             | 5907    | 1 (-2)   | 15.082  | 3 (-1)   | 20.391  | 4        | 17.700  | 4 (+1)   | 14.018  | 3 (-1)   | 23.513  | 4 (-2)   | 22.913  | 6        | —       |
| P     | Fælles Kurs                  | —       | 0        | —       | 0        | —       | 0        | —       | 0        | —       | 0        | 2.943   | 0 (-1)   | 5.842   | 1        | —       |
| V     | Venstre                      | 23.578  | 5 (-)    | 23.652  | 5 (-2)   | 31.442  | 7 (+1)   | 21.504  | 6 (-2)   | 33.186  | 8 (-3)   | 58.942  | 11 (+5)  | 23.858  | 6        | 32.799  |
| Z     | Fremskridtspartiet           | —       | 0        | —       | 0        | —       | 0        | 504     | 0        | 319     | 0        | 761     | 0        | 1.838   | 0        | 11.508  |
| Ø     | Enhedslisten                 | 75.698  | 15 (+4)  | 55.241  | 11 (-)   | 53.672  | 11 (+5)  | 25.016  | 6 (-)    | 22.764  | 6 (+1)   | 24.932  | 5 (-2)   | 22.407  | 7        | 11.765  |
| Å     | Alternativet                 | 8988    | 2 (-4)   | 31.553  | 6 (+6)   | —       | 0        | —       | 0        | —       | 0        | —       | 0        | —       | 0        | —       |

## Formænd for Københavns Borgerrepræsentation
- 1840-1840 Hans Peter Hansen
- 1841-1853 Lauritz Nicolai Hvidt (De Nationalliberale)
- 1853-1858 Hans Peter Hansen (igen)
- 1858-1860 Herman Andreas Mollerup
- 1860-1863 Lars Christian Larsen (De Nationalliberale)
- 1863-1873 Harald Kayser (Højre (1848))
- 1873-1883 Christian Severin Henrichsen (Højre (1881))
- 1883-1885 Harald Kayser (Højre)
- 1885-1895 Peter Frederik Koch (Højre)
- 1895-1898 Rasmus Strøm (Højre)
- 1898-1907 Herman Trier (fra 1905: Det Radikale Venstre)
- 1907-1909 John Vilhelm Duurloo (uden for partierne)
- 1909-1910 A.F. Lamm (Socialdemokratiet)
- 1910-1912 Carl Becker (Antisocialistisk Borgerliste)
- 1912-1913 A.F. Lamm (igen)
- 1913-1917 Christian S. Christiansen (Socialdemokratiet)
- 1917-1919 Anthon Andersen (Socialdemokratiet)
- 1919-1924 Thorvald Stauning (Socialdemokratiet)
- 1924-1925 P.J. Pedersen (Socialdemokratiet)
- 1925-1926 J.A. Hansen (Socialdemokratiet)
- 1926-1937 Emanuel Svendsen (Socialdemokratiet)
- 1937-1938 Julius C. Hansen (Socialdemokratiet)
- 1938-1942 Karmark Rønsted (Socialdemokratiet)
- 1942-1946 Alexander Fløtkjær (Socialdemokratiet)
- 1946-1962 Sigvald Hellberg (Socialdemokratiet)
- 1962-1970 Henry Stjernqvist (Socialdemokratiet)
- 1970-1976 Egon Weidekamp (Socialdemokratiet)
- 1976-1981 Gerda Louw Larsen (Socialdemokratiet)
- 1982-1986 Knud-Erik Ziirsen (Socialdemokratiet)
- 1986-1989 Bent Nebelong (Det Konservative Folkeparti)
- 1990-1993 Martin Günter (Socialistisk Folkeparti)
- 1994-1997 Bodil Jensen (Socialdemokratiet)

Siden 1998 har den siddende overborgmester været fast formand for Borgerrepræsentationen.